# Юрченко, Галина Юрьевна
Гали́на Ю́рьевна Ю́рченко (род. 22 сентября 1957) — актриса театра и кино, Народная артистка Республики Татарстан.

## Биография
Галина Юрченко родилась 22 сентября 1957 года.
В 1981 году окончила Казанское театральное училище. С марта 1981 года в труппе Казанского ТЮЗа. Часто выступает в амплуа травести.
Галина Юрченко — опытная и одарённая актриса, способная решать сложнейшие творческие задачи.
На международном фестивале «Арлекин» (Санкт-Петербург, 2007) актриса была удостоена специального приза и диплома Союза театральных деятелей России «За лучшую женскую роль».

## Творчество

### Роли в театре
- «Бойкот» В.Железнякова по повести «Чучело» — Лена Бессольцева[5]
- «Люди древнейших профессий / Дембельский поезд» Данила Привалов, Александр Архипов. Режиссёр: Георгий Цхирава — уборщица
- «Приключения Буратино в стране дураков» А. Н. Толстого. Режиссёр: Георгий Цхирава — Буратино
- 2007 — «Оскар и Розовая Дама» по произведению Э.-Э. Шмитта. Режиссёр: Владимир Чигишев — Оскар
- «Дураки» Нила Саймона. Режиссёр: Владимир Чигишев — Янка

### Роли в кино

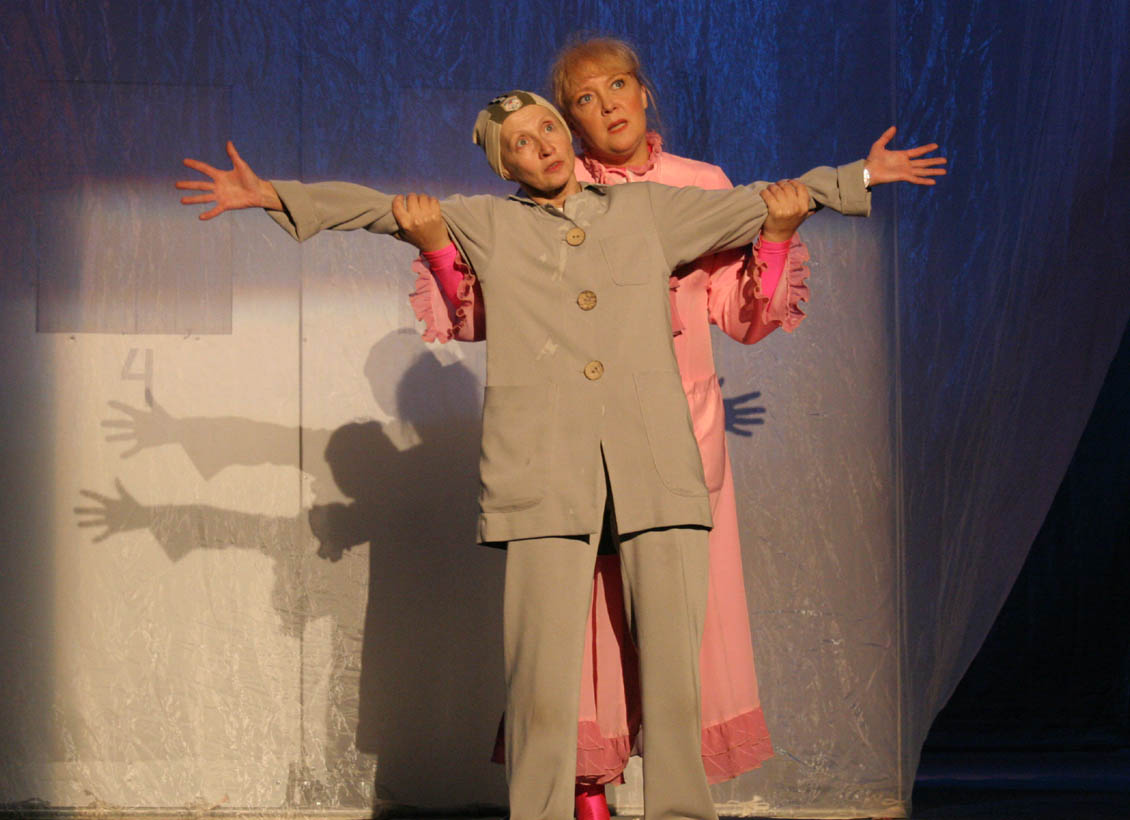
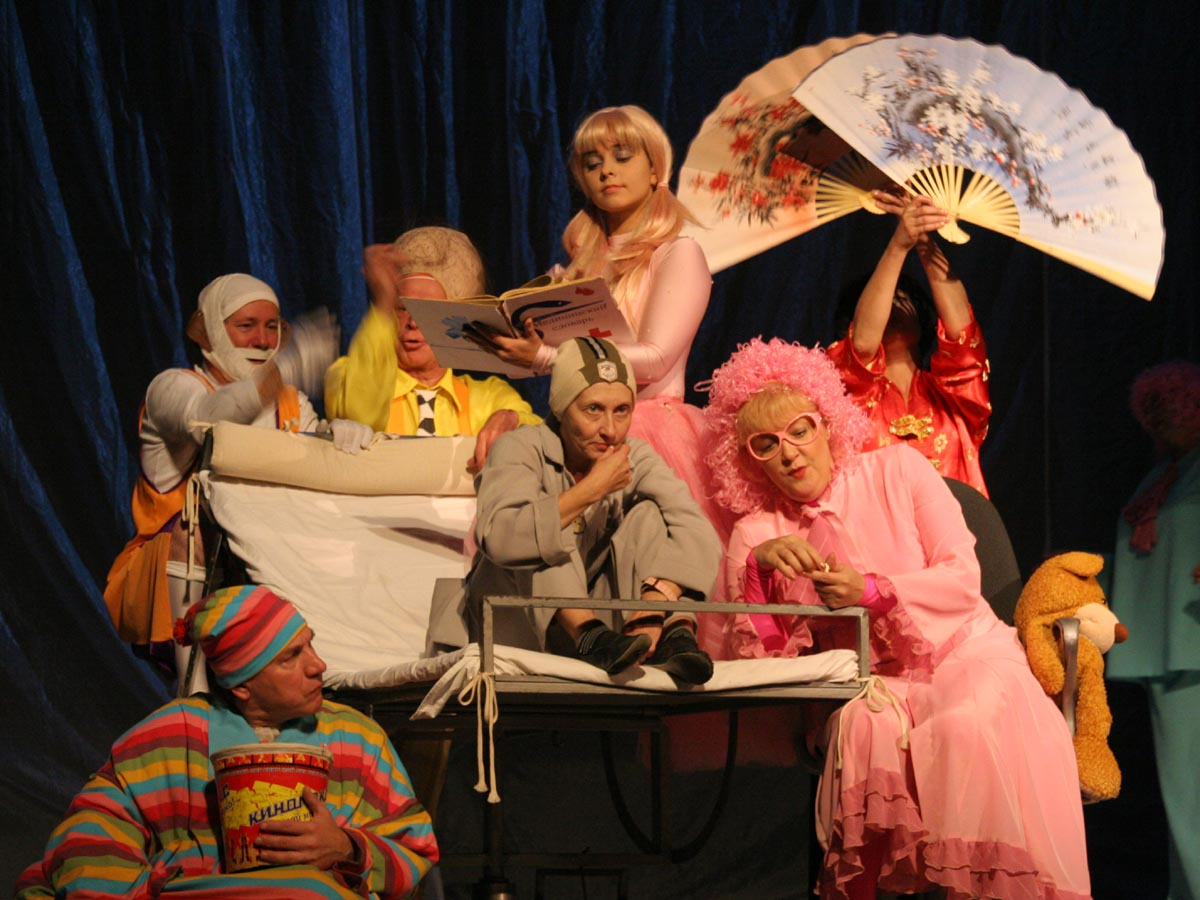

- 2006 — Неотложка